# Berliner Kolonialausstellung

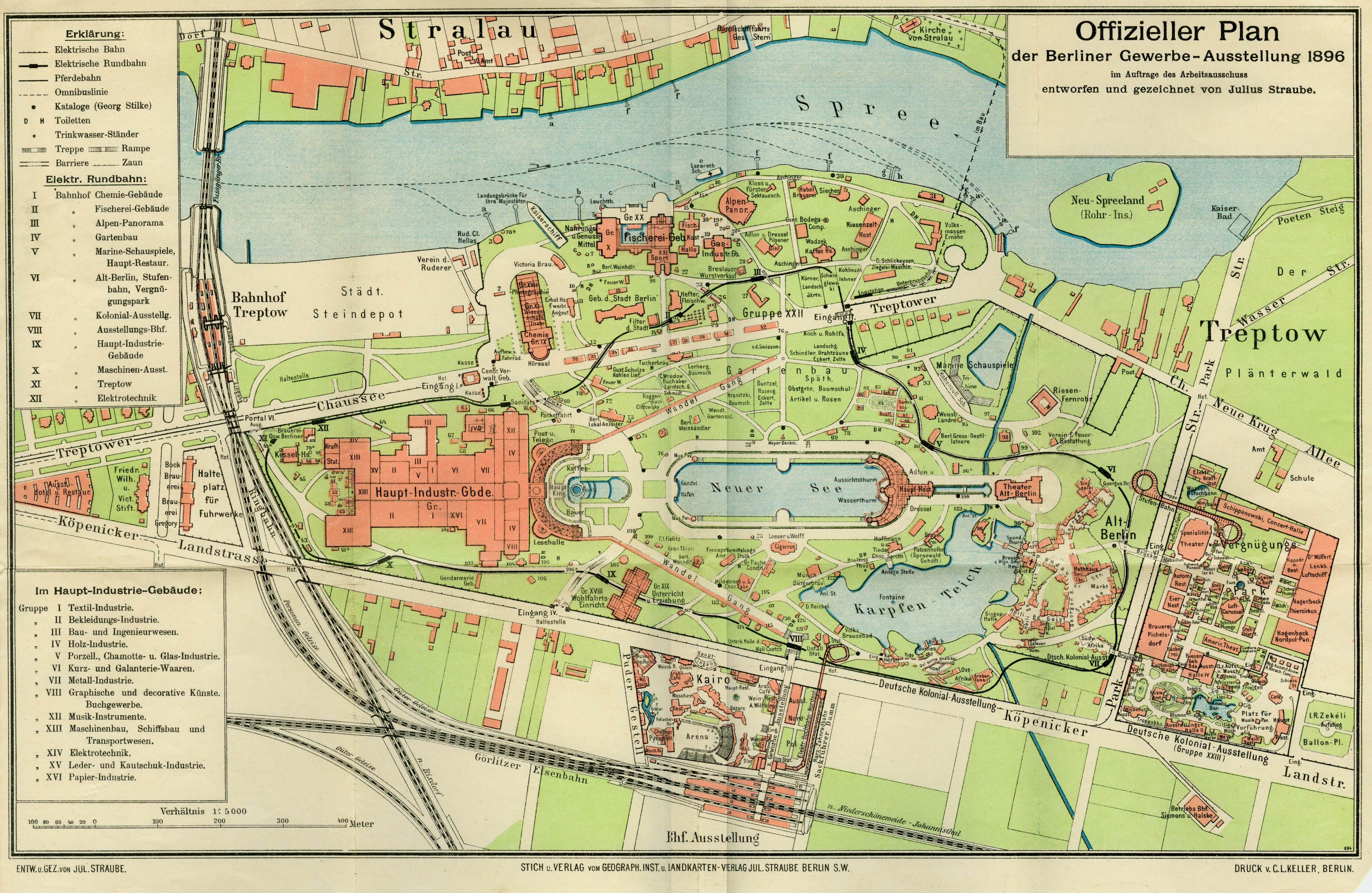
Kolonialausstellung Berlin 1896,
rechts unten auf dem Lageplan der
Berliner Gewerbeausstellung

Die Berliner Kolonialausstellung war die erste Kolonialausstellung im Deutschen Kaiserreich. Abgehalten wurde die 1. Deutsche Colonial-Ausstellung vom 1. Mai bis zum 15. Oktober 1896 im Treptower Park in Berlin. 
Das Kaiserreich war 1884 Kolonialmacht geworden und wollte die Vorteile des Kolonialismus in der breiteren Öffentlichkeit propagieren und Unternehmer zum Engagement in den Deutschen Kolonien (auch Schutzgebiete genannt) überzeugen. Daher wurde ein Propagandainstrument staatlich organisierter und finanzierter Kolonialausstellungen entwickelt, eine besondere Form der Völkerschau.
Im Rahmen der Berliner Kolonialausstellung wurden 106 nicht europäische Menschen etwa fünfeinhalb Monate lang benutzt. Sie waren teils mit anderen Versprechungen bzw. Vorstellungen ins damalige Deutsche Reich gekommen, mussten sich allerdings vor Zuschauern präsentieren, was auch zu Protest führte. Obwohl die Kolonialausstellung in der Presse ein positives Echo fand, beschloss das Kaiserreich, dass derartige Veranstaltungen künftig nicht mehr stattfinden sollten.

## Veranstaltungsort

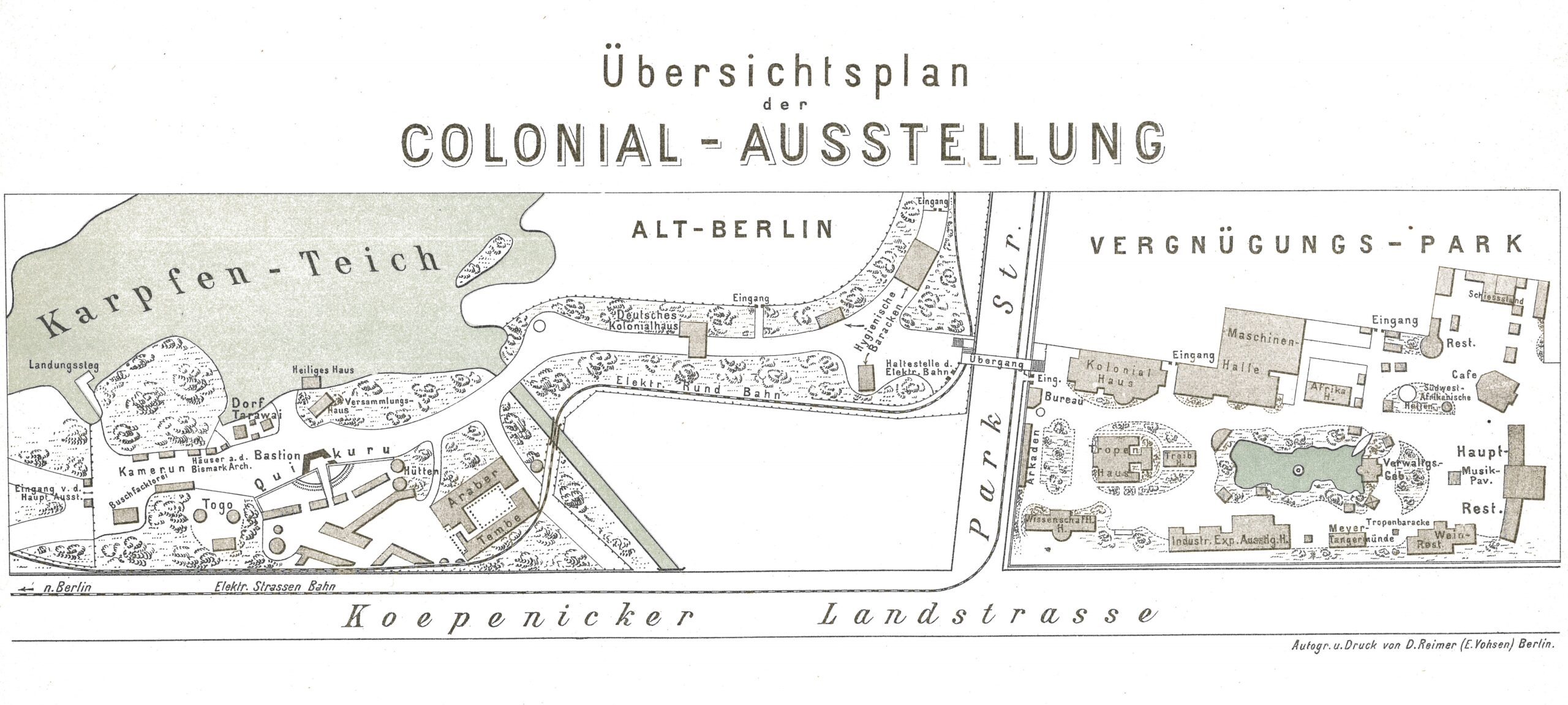

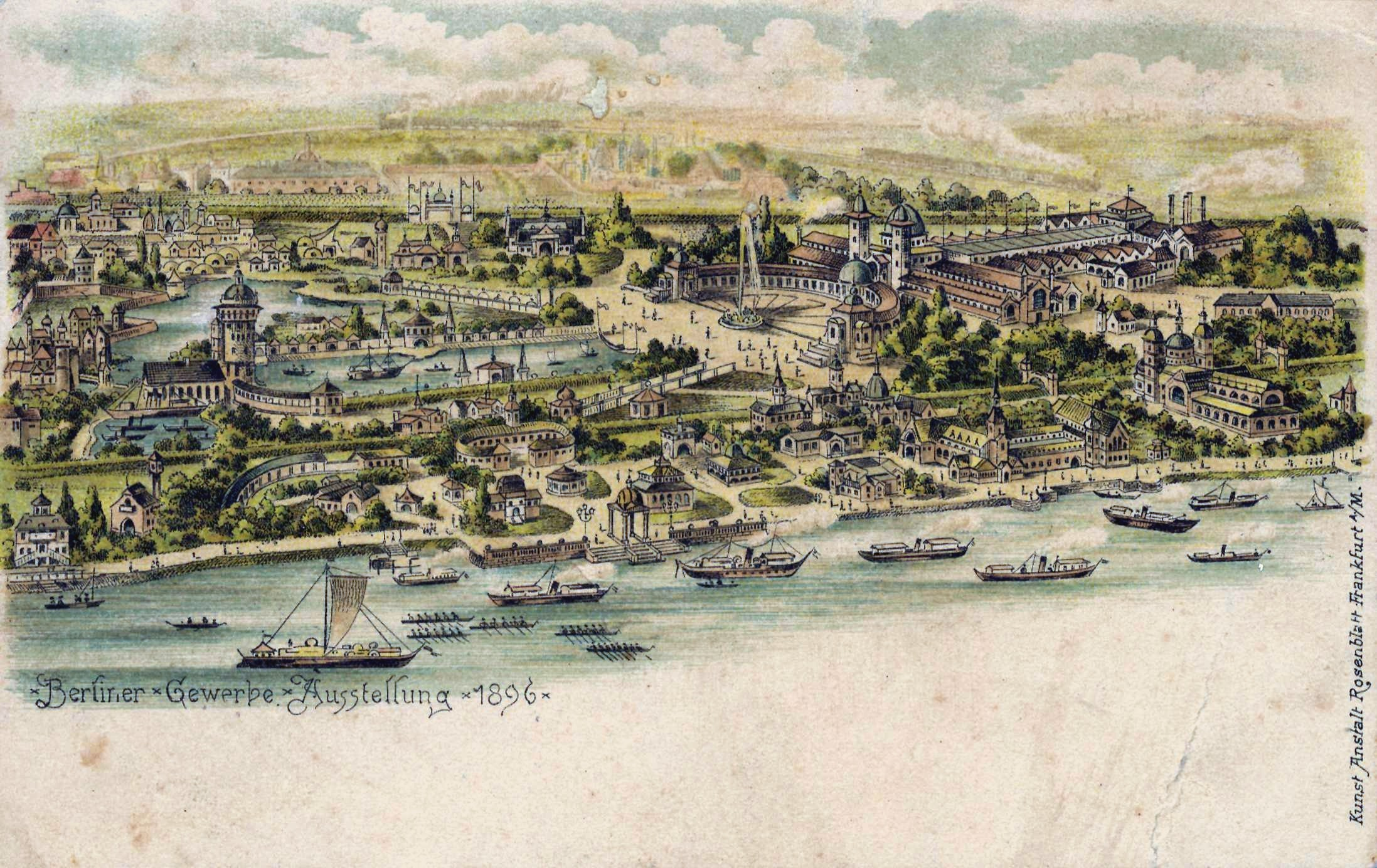
Überblick, links oben der Karpfenteich und die Kolonialausstellung

Die 60.000 m² große Kolonialausstellung war in die 900.000 m² große Berliner Gewerbeausstellung räumlich integriert. Die Gewerbeausstellung zog sieben Millionen und die an Quadratmetern wesentlich kleinere Kolonialausstellung zwei Millionen Besucher an. Errichtet wurden Kulissendörfer entlang des Ufers am Karpfenteich im Treptower Park, in denen 106 Frauen, Männer und Kinder aus den Deutschen Kolonien den Besuchern den Eindruck ihres dortigen Lebens und ihre Bräuche nahe bringen sollten.

## Kulissendörfer

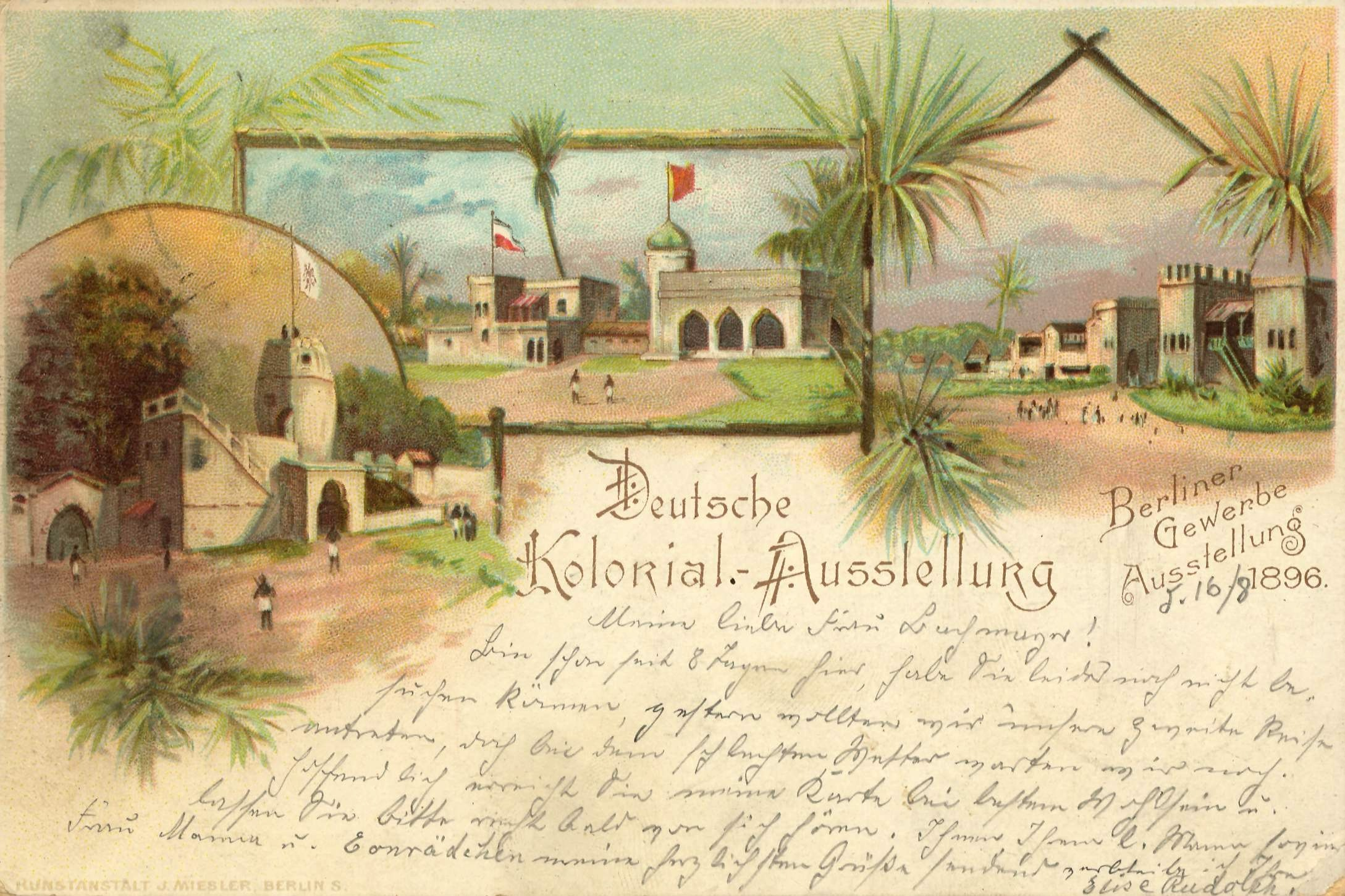
Postkarte mit Bild von Kulissendörfern

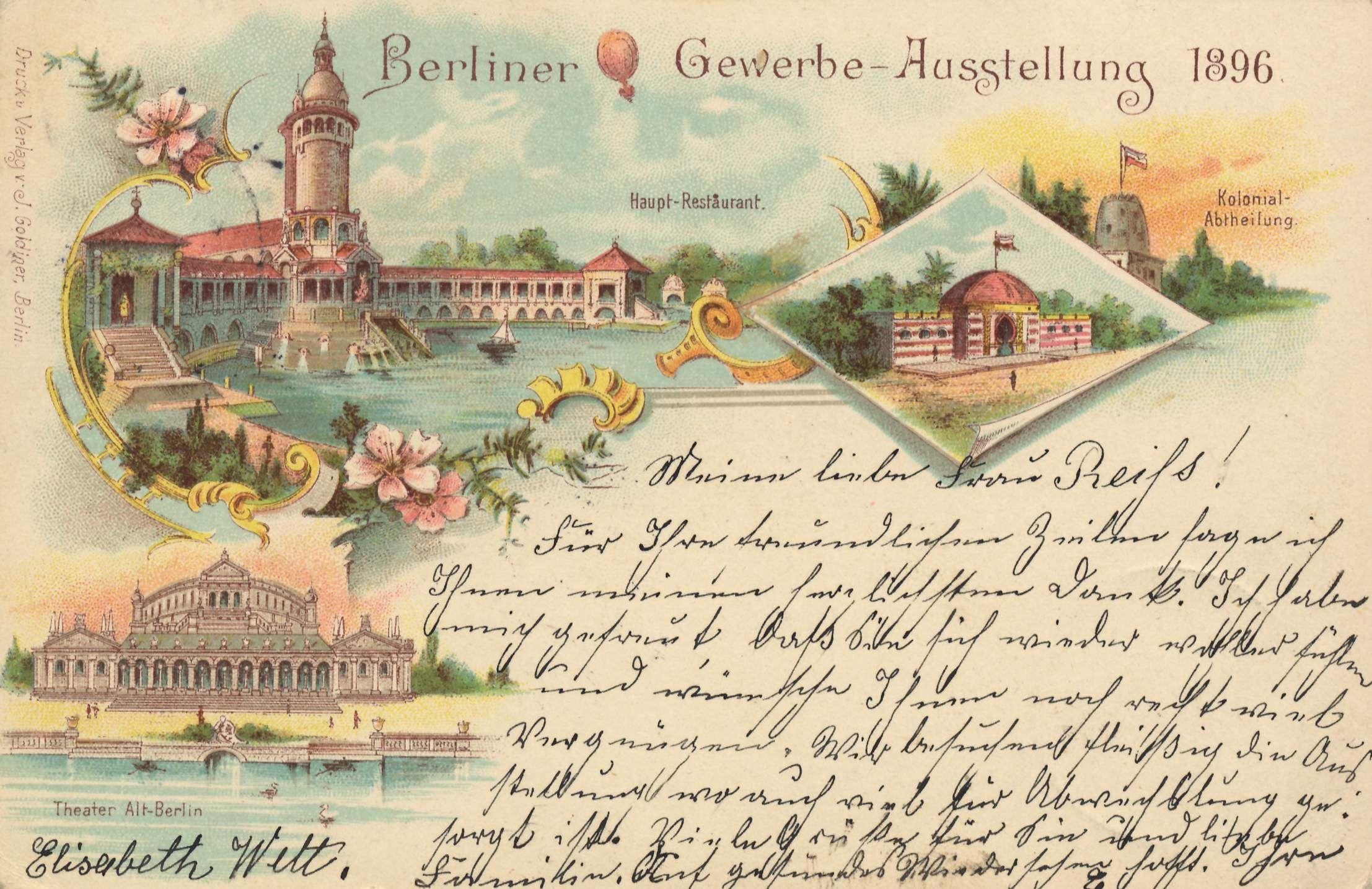
Postkarte (rechts oben zwei Abbildungen der Kolonialausstellung)

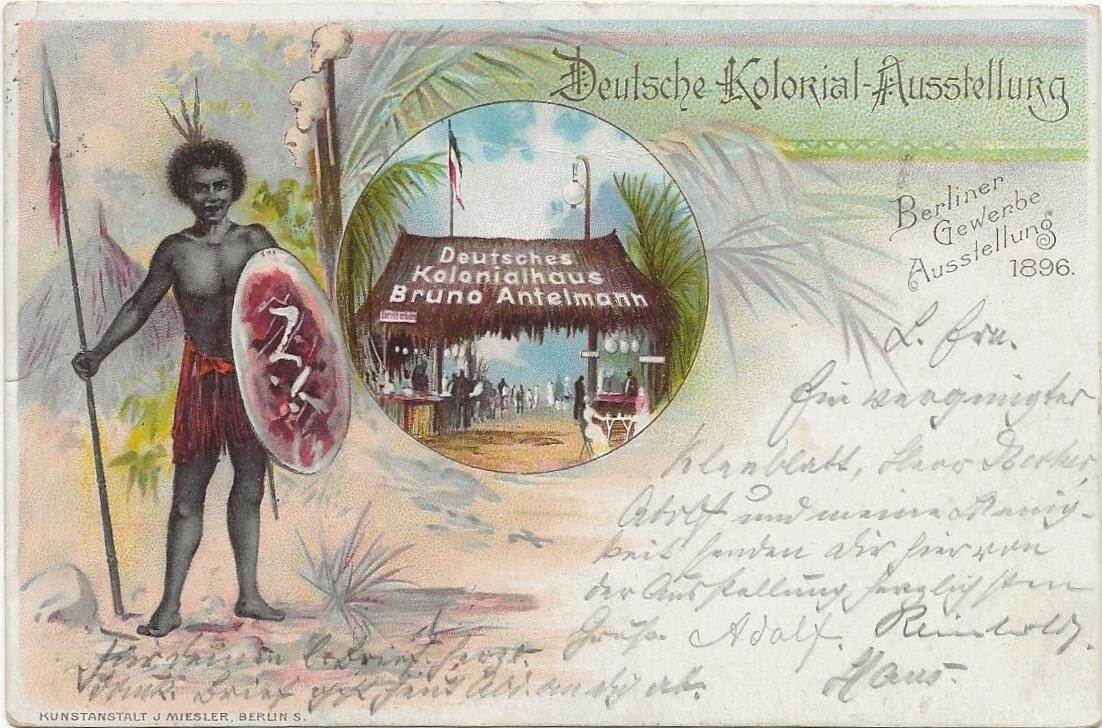
Postkarte mit Verkaufsstand des Deutschen Kolonialhauses

Vor dem Eintritt in die Kolonialausstellung war eine Eintrittskarte zu kaufen. Nach dem Eintritt führte der Weg durch das „Kamerundorf“, wo Schnitzwerk und verzierte Kanus bewundert werden konnten. An das Kamerundorf schloss sich das „Togodorf“ an. In dem Karpfenteich, der heute noch existiert, schwammen neben venezianischen Gondeln und elektrischen Booten auch afrikanische Boote, die nach dem Klang der Trommeln gerudert wurden. In der Nähe des Teichs befand sich eine Nachbildung der ostafrikanischen Festung Quikuru qua Sike der Wanjamwesi, einer Bantu-Volksgruppe, in der diese lange Widerstand gegen Deutsche Schutztruppen geleistet hatten, bevor sie fiel. Neben der Festung befanden sich das „Neuguineadorf“, die „Hütten der Hottentotten und Herero“, an die sich ein „Hererohaus“ und eine „Massaiwohnstätte“ anschlossen. Die Kulissendörfer wurden verächtlich „Negerdörfer“ genannt.

## Politik
1884 reihte sich das Deutsche Reich mit seinen Deutsche Kolonien (genannt Schutzgebiete) von Togo, Kamerun und Deutsch-Südwestafrika (heute Namibia) in die Reihe der europäischen Kolonialmächte ein, hinzu kamen 1885 Deutsch-Ostafrika (heute Tansania, Ruanda und Burundi) und das Kaiser-Wilhelms-Land/Bismarck-Archipel (heute Papua-Neuguinea). Die Kolonien unterstanden einer Verwaltung durch deutsche Gouverneure, deren staatliches Handeln nach dem Schutzgebietsgesetz erfolgte, das unmittelbare Eingriffe durch den Kaiser ermöglichte.
Bis etwa 1890 war die deutsche Kolonialpolitik vor allem dadurch geprägt, dass man gegenüber den europäischen Kolonialmächten aufholen und es vor allem besser machen wollte. Das Deutsche Reich verfügte zwar über keinerlei koloniale Erfahrungen und kaum Kapital zur Bewältigung derartiger Vorhaben. Schnelle Erfolge stellten sich in der Folge auch nicht ein und die frühe Vorstellung, Länder zu kolonisieren und dabei schnell Erträge und Gewinne zu erzielen, geriet mit der Wirklichkeit in Widerspruch. Um erforderliches Kapital zu mobilisieren, kam es zur Gründung der Deutschen Kolonialgesellschaft im Jahr 1887 und um die dazu entsprechende koloniale Politik umzusetzen, wurde 1890 im Auswärtigen Amt eine Kolonialabteilung aufgebaut.

### Gründungsphase
Da der Plan, in Berlin eine Weltausstellung zum Ende des 19. Jahrhunderts abzuhalten, am Einspruch des Kaisers gescheitert war, plante das Auswärtige Amt im Rahmen der Berliner Gewerbeausstellung 1896 eine Kolonialausstellung. Hierfür wurde ein „Arbeitsausschuss der Deutschen Kolonialausstellung“ zusammengestellt. Mitglieder waren der Reise-Schriftsteller Hans Hermann von Schweinitz, der Vertreter der Wirtschaft Carl von Beck, der Jurist Franz Imberg und der Präsident der Deutschen Kolonialgesellschaft Johann Albrecht von Mecklenburg-Schwerin, ferner der Leiter der Kolonialabteilung Paul Kayser und Prinz Franz von Arenberg. Die Kommission stand dem Vorhaben kritisch gegenüber, da sie es für zu risikoreich und für zu „kühn“ hielt. Allerdings hielt der Vorstand an dem Vorhaben mit der Argumentation fest, denn „man musste und konnte der Welt zeigen, dass Deutschland seinen Beruf zur Kolonialpolitik voll begriffen [hat], dass es, wie es kühnen Sinnes die Kolonialpolitik begonnen hatte, nun die zu ihrer Durchführung geeigneten Mittel anwandte und auch in dieser Hinsicht in einer aufsteigenden Bewegung begriffen war.“ Weitere Unterstützung zur Durchführung der Kolonialausstellung leistete ein Rundschreiben vom 28. November 1894 des Reichskanzlers an die Gouverneure der Kolonien, darin wurden sie aufgefordert den „Zustand unserer Schutzgebiete weiteren Kreisen vor Augen zu führen.“ In dem Schreiben war bereits damals angedeutet worden, dass „einzelne Gruppen von Eingeborenen […] den Besuchern vorgeführt werden könnten.“

### Propagandainstrument Kolonialausstellung
Zu den Mitteln der damaligen kaiserlichen Kolonialpolitik gehörte auch Propaganda, mit der verhindert werden sollte, dass Kolonien nicht nur so erscheinen, dass sie den Partikularinteressen einzelner elitärer Kreise dienten, sondern ein Gesamtinteresse von Wirtschaft, Militär und Gesellschaft Deutschlands vorlag. Dem „kleinen Mann“ sollten Kolonialausstellungen zeigen, dass deutsche Kolonien auch ihm „Vorteile und Chancen“ bieten. Insgesamt gab es etwa 50 Kolonialausstellungen in verschiedenen deutschen Städten, darunter waren lediglich noch zwei weitere staatlich organisierte Ausstellungen, die Deutsche Armee-, Marine- und Kolonial-Ausstellung 1907 in Schöneberg bei Berlin und die Deutsche Afrika-Schau als Wanderausstellung von 1935 bis 1940.
Zur Propaganda für die Kolonialausstellungen gehörten auch die Darstellungen von Kriegsschiffen und die Betonung der militärischen Stärke des „Mutterlandes“ mit dem Hinweis, dass es ohne Kriegsflotte keinen Kolonialbesitz geben würde und ohne diesen keine billigen Rohstoffe sowie kein industrielles Wachstum in Deutschland. Die deutsche Wirtschaft wurde ebenfalls aufgefordert sich zu engagieren. Auf der Berliner Gewerbeausstellung 1896 engagierten sich etwa 300 private Unternehmen, die wirtschaftlich mit den Kolonien engagiert waren.

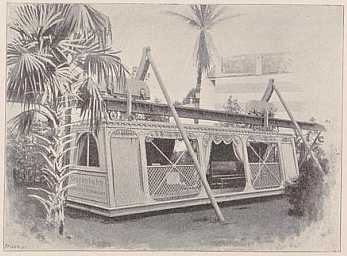
Die sogenannte Tropenbahn war Teil der Kolonialausstellung

Kolonialausstellungen waren stets auch mit „Vergnügungsparks“ verbunden, um auch die breite Öffentlichkeit anzulocken. Im „Vergnügungspark“ der Berliner Gewerbeschau 1896 gab es eine exotische „Kairo“-Ausstellung, die nicht Bestandteil der Kolonialausstellung war, deren Besucher auch in die Kolonialausstellung gelockt wurden und diese damit mitfinanzieren sollten.

## Nichteuropäische Personen
Die Rechtsverhältnisse für die nichteuropäischen 106 Personen, die in der Berliner Kolonialausstellung auftraten, waren unklar, was mit dem Schutzgebietsgesetz zusammenhing. Diese Unklarheiten wurden von Personen in ihren Protesten gegen die Verhältnisse genutzt.
Die Berliner Kolonialausstellung war im Übrigen die einzige derartige Veranstaltung in der ausschließlich Personen aus den deutschen Kolonien auftraten bzw. auftreten mussten.

### Rechtsverhältnisse
In den Kolonien galt weder die deutsche Reichsverfassung noch das deutsche Gerichts- und das dafür entsprechende Gerichtsverfahrensrecht. Das Schutzgebietsgesetz war die juristisch geltende Grundlage, das den unmittelbaren Zugriff des Kaisers erlaubte. Dem Reichskanzler bzw. seinem Staatssekretär unterstanden die Schutztruppen.
Über das Schutzgebietsgesetz war die Bevölkerung in den Kolonien zwar der deutschen Souveränität unterworfen, sie waren aber keine Reichsangehörigen. Damit unterstand die Bevölkerung in den Kolonien zwar der kaiserlichen Gewalt, die deutschen Gesetze hatten für sie jedoch keine Gültigkeit. Rechtliche Einspruchsmöglichkeiten von ihnen gegen Verordnungen oder Gerichtsurteile gab es deshalb nicht. Für Deutsche und andere Europäer, die in den Kolonien lebten, war das deutsche Recht bindend.

### Persönlichkeiten
Die 106 Personen in der Kolonialausstellung waren nach Länderzugehörigkeit 19 Kameruner, darunter vier Batanga und 15 Duala, 26 Togoer, neun aus Deutsch-Südwestafrika, darunter fünf Hereros und vier Khoikhoi, acht aus Deutsch-Neuguinea, 41 aus Deutsch-Ostafrika, darunter 21 Swahili, 17 Massai, zwei Makonde und ein Wayao. Es waren 22 Frauen, 64 Männer und drei Mädchen und 14 Jungen im Alter unter 14 Jahren.
Die schaustellenden Personen, die offiziell als Schutzbefohlene bezeichnet wurden, mussten teilweise über Wochen hinweg nach Berlin anreisen. Manche wurden angeworben, andere mussten ihre Reise selbst bezahlen. Den meisten war vor ihrer Abreise nicht bewusst, dass sie in Berlin vor Publikum „ausgestellt“ werden sollten. Verschiedentlich wehrten sie sich gegen ihre Rollen, die sie in der Kolonialausstellung spielen sollten. Diese Menschen waren keine „Wilden“, beispielsweise waren diejenigen, die aus Togo kamen, selbstständige Handwerker, Arbeiter aus Fabriken und Plantagen und Träger in Expeditionen. Für das Schaustellen wurden sie unterschiedlich entlohnt: Ein Häuptling, so wurde ein Vorsteher einer Gruppe genannt, erhielt beispielsweise 100 Mark monatlich und sein Neffe 80 Mark. Dualas erhielten 16 Mark und die Frauen 15 Mark. Dies war im Verhältnis zu einem Arbeiter-Durchschnittslohn in Berlin wenig. Sie waren teilweise wohlhabend, gut ausgebildet und kamen aus regional bedeutenden Familien. Sie waren freiwillig nach Deutschland gekommen und einige von ihnen wollten diplomatische Beziehungen zwischen beiden Ländern aufbauen.

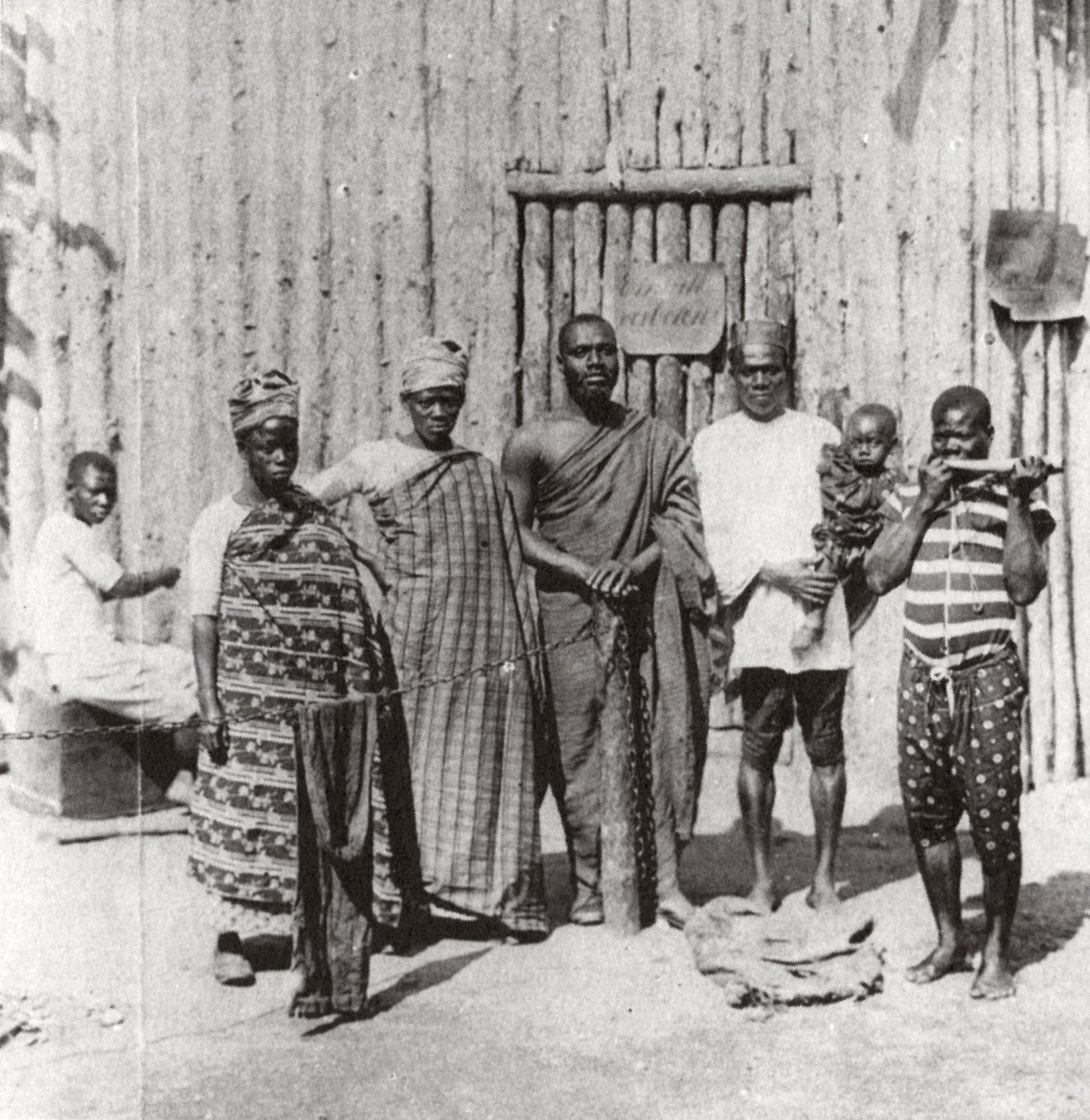
John Calvert Nayo Bruce (Mitte) mit seinen Ehefrauen Dassi und Ohui Creppy, dem dreijährigen Sohn Kwassi und weiteren Mitgliedern des „Togo-Dorfs“, Berliner Kolonialausstellung 1896

Das „Togo-Dorf“ wurde vom Togolesen John Calvert Nayo Bruce (1859–1919) organisiert, der einige Jahre zuvor als Völkerschau-Darsteller durch Deutschland getourt war. Bruce handelte die Vertragsbedingungen für die Kolonialausstellung selbst aus und führte die Gruppe von 15 Männern, 10 Frauen und einem Kind (seinem dreijährigen Sohn Kwassi Bruce) an. Bruce, Sohn des Königs Amuzu Djaglidjagli Bruce, inszenierte sich in Berlin als „strenger König“. Er gab während der Kolonialausstellung der Kölnischen Zeitung ein ausführliches Interview – laut Rea Brändle „sicher das respektvollste Gespräch, das jemals mit einem Völkerschau-Teilnehmer öffentlich geführt wurde“. Bruce kehrte nach der Berliner Kolonialausstellung noch einmal ein knappes Jahr nach Togo zurück, um eine Völkerschau-Tournee durch Europa zu organisieren. Diese Tournee dauerte von 1898 bis zum Tod von Nayo Bruce 1919. Die „Togo-Truppe“ führte die Völkerschauen an 222 Stationen in zahlreichen europäischen Ländern auf. Seinen Sohn Kwassi Bruce, der als Dreijähriger an der Kolonialausstellung teilnahm, gaben Nayo Bruce und die Mutter Ohui Creppy nach Ende der Ausstellung zu deutschen Pflegeeltern. Er war später an der Deutschen Afrika-Schau beteiligt.
Kwelle Ndumbe war der Sohn von King Bell, einem historisch bedeutenden Führer der Duala.
Friedrich Maharero, der älteste Sohn von Samuel Maharero, einem Führer der Herero, war 22 Jahre alt, als er 1896 in Berlin ankam. Friederich Maharero war nicht in erster Linie wegen der Kolonialausstellung und um dort als „Schauneger“, so die verächtliche Bezeichnung der zu Ausstellungsobjekten herabgewürdigten Menschen, präsentiert zu werden, nach Berlin gekommen. Vielmehr war er angereist, um sich über Deutschland zu informieren und diplomatische Verbindungen aufzubauen. Bernhard von Bülow, der spätere Reichskanzler, vermittelte im September 1896 eine Audienz bei Kaiser Wilhelm II. für ihn und Ferdinand Demôndja, Petrus Witbooi und den Dolmetscher Kamatoto. Friedrich Maherero zog hinsichtlich seines Treffens mit dem Kaiser und seinem Aufenthalt in Deutschland ein vernichtendes Fazit: „Ich wurde dem Kaiser vorgeführt, da er seine schwarzen Untertanen noch nicht kennen gelernt hatte. Wir waren dort ein Jahr lang. Gar nichts wurde uns beigebracht. Wir haben nur mit Pferden reiten müssen und wurden gekleidet und gedrillt wie Soldaten.“ Einen besonders beschämenden Ausfall leistete sich im Jahr 1909 die Deutsche Kolonialzeitung in einem Artikel, als von Erinnerungen an die Kolonialausstellung von 1896 gesprochen wurde, „wo weiße Frauen und Mädchen solchen Negern aus Kamerun und anderen Kolonien nachliefen. Unter diesen Negern war auch Friedrich, der Sohn des berüchtigten Oberhäuptlings der Herero, Samuel Maharero, der für sklavische Frauenseelen zur königlichen Hoheit wurde.“
Ein besonders perfider Vorwurf wurde in Deutschland in jener Zeit Frauen und Mädchen gemacht, die sich für die 106 nicht europäischen Menschen interessierten und sich dabei ganz offensichtlich nicht um die seinerzeit propagierte rassistisch motivierte Trennung zwischen Weiß und Schwarz gekümmert haben: Ihnen wurde mangelndes Rassebewusstsein und Würdelosigkeit vorgeworfen.
Die nicht europäischen Personen, die sich in der Kolonialausstellung zu präsentieren hatten, mussten einem genauen und vorgegebenen Zeitplan folgen. Alle mussten um sechs Uhr aufstehen, anschließend Waschen, Reinigung der Wohnstätten, häusliche Verrichtungen und zwischen zwölf und ein Uhr folgte die Mittagessenzubereitung. Nach einer Stunde Pause folgten Vorführungen, Tanz sowie landesübliche Spiele vor Publikum. Danach begann die Zubereitung des Abendessens, anschließend war Feierabend und ab zehn Uhr abends Schlafenszeit.
So wehrte sich beispielsweise Kwelle Ndumbe gegen das Zurschaustellen, als er bei seinen Auftritten durch ein Opernglas auf die Besucher zurückschaute. Er weigerte sich die Kleidung seines Landes anlässlich eines Fototermins zu tragen und ließ sich stattdessen nur in europäischer Kleidung abbilden.
Einzelne Personen ließen sich nicht fotografieren. Ferner mussten sich alle 106 Personen laufend von anatomischen Ärzten untersuchen bzw. abtasten lassen. Dagegen gab es ebenfalls Proteste, nach denen diese als Schikane empfundene Praxis eingestellt wurde. Professor Felix von Luschan, Direktionsassistent am Museum für Völkerkunde, und seine Frau Emma nahmen auch Körper- und Schädelmessungen vor.

#### Lebensumstände
Aus der Sicht des Kaiserreichs sollten die 106 Personen bei ihrer Rückkehr in ihre Heimat weitergeben, dass sie das „richtige Deutschland“ kennengelernt hätten, das groß, überlegen und zivilisiert sei. Zu dieser Inszenierung gehörte auch, dass alle schaustellenden Personen stets gelobt wurden für ihre „zivilisierten Fertigkeiten“, denn sie können sogar etwas schreiben sowie lesen und hätten Englischkenntnisse. Ferner wurde ihnen allgemein ein gutes Zeugnis ausgestellt, stets betont wurde auch ihre „Deutschlandfreundlichkeit“. Die dahinter steckende Absicht ist erkennbar: Man darf künftige Überbringer guter Botschaften nicht kritisieren.

#### Unterbringung, Gesundheit
Die Afrikaner und Melanesier hielten sich tagsüber in den Kulissendörfern (auch Negerdörfer genannt) auf und nachts schliefen sie in einem Gemeinschaftshaus mit Dielenboden und Heizung, das über Öfen und Lüftungsklappen verfügte. Für entsprechend Luftfeuchtigkeit sorgte eine Schüssel Wasser auf den Öfen. Fiel die Temperatur, die mehrmals täglich kontrolliert wurde, unter 18 Grad, musste geheizt werden. Es gab Krankenzimmer, eine Badewanne, zwei Duschen und acht Toiletten mit Wasserspülung. Die Gruppenhäuptlinge mussten jeden Tag einem Arzt einen Bericht über den Krankheitsstand ihrer Gruppe abgeben.
Ein Arzt untersuchte wöchentlich die Wohnräume, ein anderer Arzt untersuchte  wöchentlich alle Personen einzeln in den Gruppen. Die wöchentliche Untersuchung wurde von mehreren Personen mit dem Argument verweigert, dass darüber keine vertragliche Regelung getroffen worden sei. Die Angelegenheit eskalierte bis zum amtierenden Innenminister, der verfügte, dass „die Eigenart dieser Leute nicht berücksichtigt worden sei und dass die Untersuchungen zu unterlassen seien.“ Zwei Personen verstarben laut Anne Dressbach im Verlauf der Berliner Kolonialausstellung.

#### Ernährung
Die Veranstalter achteten penibel auf die ordnungsgemäße Unterbringung, Kleidung und Ernährung. Es galt das Prinzip, dass der lange Aufenthalt der zur Schau gestellten Persönlichkeiten nicht zum Nachteil für Leben und Gesundheit gereichen sollte. Bei der Verpflegung sollte für dieselben Lebensmittel gesorgt werden, die auch in den jeweiligen Kolonien verspeist werden und sie sollten sich möglichst selbst bekochen. Hinsichtlich der Verpflegung äußerten sich die 106 Personen stets lobend, sie sei viel besser und reichhaltiger als in ihrer Heimat.

#### Bekleidung
Bei der Bekleidung waren Zugeständnisse hinsichtlich des Klimas zu beachten. Die schaustellenden Personen sollten sich vor allem mit ihren nationalen Trachten zeigen. Hier entstand ein Dilemma, denn als Schausteller sollten sie sich exotisch und farbenfroh in ihren Kleidungen darstellen, aber sie sollten sich auch als zivilisierte und kaisertreue Untertanen zeigen. Den Melanesiern, die sich bekanntlich in den Kolonien nackt bewegen, wurde ein Lendenschurz verpasst.
Als das Wetter kühler wurde, erhielten die Melanesier und die Massai entsprechend ihrer dunklen Hautfarbe angepasste und die anderen weiße oder farbige Unterwäsche.

#### Religion
Bei einer Zurschaustellung waren Südafrikaner gezwungen, heidnische Bräuche vorzuführen, die ihrem religiösen Empfinden widersprachen. Daraufhin beschwerten sich diese und ein Missionar wurde befragt. Dieser stellte fest, dass sie nicht heidnische Kleidung auf Weisung der Veranstalter der Kolonialausstellung hätten tragen müssen, sondern sie sollten einer Frau eines anderen Stammes zeigen, wie der traditionelle Schmuck der Herero-Frauen getragen würde.

## Nachleben
Einige aus diesem Personenkreis blieben in Deutschland, erlernten einen Beruf und gründeten Familien. Als 2017 eine Ausstellung über das Leben der 106 Personen in Berlin stattfand, wurde geforscht und mehrere Schicksale in der Öffentlichkeit bekannt. Martin Dibobe blieb in Berlin, wurde Zugführer, nahm am Unabhängigkeitskampf Kameruns teil und forderte für alle afrikastämmigen Personen, die in Deutschland lebten, gleiche Rechte. Joseph Boholle gründete in Deutschland eine Familie und erlernte das Schreinerhandwerk. Seine Tochter Josefa war in den 1920er und in den frühen 1930er Jahren eine erfolgreiche Tänzerin. Sie kam vermutlich ins KZ Stutthof und ihr Sohn Paul war bis zum Ende der NS-Herrschaft im Gefängnis Plötzensee. Jacob Ndumbe erlernte den Beruf eines Schmieds und seine in Berlin geborene Tochter wurde vermutlich ins KZ Ravensbrück deportiert.

## Nachbetrachtung
Das Museum Treptow-Köpenick veranstaltete im Jahr 2017 nach eigenen Angaben die erste Dauerausstellung zu „Kolonialismus, Rassismus und Schwarzem Widerstand“ in einem Berliner Museum. Die Ausstellung wurde vor Kurzem grundlegend überarbeitet und im Oktober 2021 neu eröffnet.